# Консон, Григорий Рафаэльевич
Григо́рий Рафаэ́льевич Консо́н (род. 18 января 1982, Клин, Московская область, РСФСР) — российский искусствовед, культуролог, музыковед
. Доктор искусствоведения (2011), профессор (2018), доктор культурологии (2020). Директор и профессор Учебно-научного центра гуманитарных и социальных наук МФТИ, профессор кафедры инновационной педагогики Физтех-школы физики и исследований им. Ландау МФТИ. Председатель экспертного совета МФТИ по гуманитарным и социальным наукам, образованию и культуре. Автор 6 монографий (из них 2 написаны в соавторстве) и более 160 научных статей. Член Союза композиторов России и Союза журналистов Москвы.

## Биография
В 2002 году окончил Российскую академию музыки им. Гнесиных, затем в 2004 — ассистентуру-стажировку РАМ им. Гнесиных. С сентября 2004 по февраль 2005 года преподаватель РАМ им. Гнесиных. В 2005 окончил аспирантуру РАМ им. Гнесиных. С сентября 2007 по декабрь 2014 года заведующий кафедрой, заместитель декана, декан, научный руководитель аспирантуры, доцент, профессор Государственной классической академии имени Маймонида (г. Москва). С октября 2015 по июнь 2017 года эксперт Российского гуманитарного научного фонда. С февраля 2017 по июнь 2017 года профессор Московского городского педагогического университета. С октября 2017 по январь 2018 года заместитель главного редактора издательства ГИТИС. С февраля по декабрь 2018 года эксперт Федерального агентства по делам молодежи «Росмолодежь». С января 2015 по июнь 2019 года начальник отдела докторантуры, заместитель декана Российского государственного социального университета, с января по июнь 2015 года доцент, с сентября 2015 по август 2021 года — профессор РГСУ.
С июня 2017 года эксперт Российского фонда фундаментальных исследований. С сентября 2017 года ведущий научный сотрудник, затем главный научный сотрудник Института кино и телевидения (ГИТР, г. Москва). В сентябре 2018 — августе 2019 года заведующий кафедрой общегуманитарных и социальных дисциплин Института современного искусства (г. Москва), с сентября 2018 по октябрь 2019 года профессор Института современного искусства. С сентября 2018 года ведущий научный сотрудник, затем главный научный сотрудник Центра комплексных художественных исследований Саратовской государственной консерватории им. Л. В. Собинова. С октября 2019 по сентябрь 2020 года профессор кафедры музыкального искусства Института неофилологии Померанского университета (Польша). С ноября 2019 года член совета основной образовательной программы магистратуры «Философский диалог России и Франции / Dialogue philosophique entre Russie et France» СПбГУ и университета Париж-Сорбонна.
С ноября 2019 по август 2022 года профессор Департамента медиа НИУ ВШЭ. В 2019—2020 эксперт Times Higher Education. С 2021 года — эксперт QS. С декабря 2020 до апреля 2022 года старший методист кафедры инновационной педагогики Физтех-школы физики и исследований им. Ландау МФТИ. С февраля 2021 по январь 2022 года научный сотрудник Музыкально-этнографического центра имени Е. В. Гиппиуса РАМ им. Гнесиных. С февраля 2021 по июнь 2022 года профессор Департамента музыкального искусства Института культуры и искусств МГПУ. С сентября 2021 до ноября 2022 года профессор Департамента культурологии МФТИ. С ноября 2022 года профессор Учебно-научного центра гуманитарных и социальных наук МФТИ. С апреля 2022 года директор Учебно-научного центра гуманитарных и социальных наук МФТИ.
С июня 2022 года председатель экспертного совета МФТИ по гуманитарным и социальным наукам, образованию и культуре.

## Научная деятельность
В 2007 году защитил кандидатскую диссертацию по теме «Трагический конфликт в ораториях Генделя» (научный руководитель — кандидат искусствоведения, доцент А. И. Тихонова) по специальности 17.00.02 — «Музыкальное искусство». В 2010 году защитил докторскую диссертацию по теме «Целостный анализ как универсальный метод научного познания художественных текстов (на материале музыкального искусства)» (научный консультант — доктор искусствоведения, профессор, главный научный сотрудник А. И. Климовицкий) по специальности 17.00.09 — «Теория и история искусства». Доктор искусствоведения (2011), профессор (2018). Организатор ряда международных научных конференций по искусствознанию. Основные области научных интересов: старинная музыка, в частности, творчество Г. Ф. Генделя, его современников и жанр оратории в европейском искусстве; методология российского музыкознания (Б. Л. Яворский, Б. В. Асафьев, И. Я. Рыжкин, Л. А. Мазель, В. А. Цуккерман, С. С. Скребков, Ю. Н. Холопов и др.); психология искусства (музыка: Г. Ф. Гендель, П. И. Чайковский, Д. Д. Шостакович и др.; живопись: И. Босх, П. Брейгель Старший; скульптура: искусство Ассирии, Японии, Древнего Египта, Греции, Этрурии, Финикии; персоналии: А. Верроккьо, Микеланджело, Ж. Гужон, П. Пюже, Дж. Л. Бернини, Ж.-Б. Карпо, Дж. Дюпре, А.-Л. Бари, Ш. Вальтон, А. Бартоломе, О. Домье; К. Кольвиц, Э. Барлах, Дж. Манцу, Б. Ламмерт, Ф. Кремер и др.; литература: А. П. Чехов, М. А. Булгаков, Ф. М. Достоевский, О. де Бальзак, О. Уайльд, Т. Манн и др.).
В октябре 2018 года прошел стажировку в Санкт-Петербургском государственном университете, в результате чего завершил диссертацию «Проявление „Не-Я-Концепции“ и переживание катастрофы в европейских художественных практиках XV—XX веков» на соискание доктора культурологии по специальности 24.00.01 — Теория и история культуры (научный консультант — доктор философских наук, профессор Е. Г. Соколов).
Под научным руководством (консультированием) Г. Р. Консона было защищено две диссертации на соискание ученой степени кандидата искусствоведения, одна диссертация на соискание ученой степени доктора искусствоведения и одна диссертация на соискание ученой степени доктора культурологии (второй научный консультант — доктор философских наук, профессор, заведующий кафедрой русской философии и культуры Института философии СПбГУ Е. Г. Соколов).
Г. Р. Консон — член редакционных советов и коллегий ряда научных журналов: редакционной коллегии академического журнала «Проблемы музыкальной науки» (с 2010 года), редакционного совета академического журнала «Филология: научные исследования» (с 2015), редакционного совета академического журнала «Системная психология и социология» (с 2016), редакционной коллегии академического журнала «Наука телевидения» (с 2017), редакционного совета академического журнала «Ars inter Culturas» (с 2018), редакционного совета академического журнала «Обсерватория культуры» (с 2019). Научный редактор (с 2018 года) и главный редактор (с 2023 года) журнала «Наука телевидения».
Рецензент журналов: Journal of Historical Sociology, Musica Iagellonica, International Journal of Orthopedics and Rehabilitation, Changing Societies & Personalities, Monitoring of Public Opinion: Economic and Social Changes Journal.
Член American Musicological Society в 2020—2022 гг.

## Концертная деятельность
Учиться музыке стал в 3 года, играть на скрипке — в 4. В 1989—2004 годах становился лауреатом первых-вторых премий областных, региональных, всероссийских, международных конкурсов и фестивалей. С 1991 по 2005 год осуществлял активную концертную деятельность в городах России, стран Европы, Северной Америки и Азии. Солировал с оркестрами М. Аннамамедова, Ю. Башмета, К. Кримца, К. Орбеляна, Л. Петижирара, А. Сладковского, В. Федосеева, Энхэ и др. Участие в оперных и концертных постановках: Злой дух (в образе Духа Бога Меркурия) — «Дидона и Эней» Генри Пёрселла (Московский театр «Новая опера» им. Е. В. Колобова — с Москва, Пермь), Учитель музыки, Философ Стиф — «Школа жён» Юрия Любимова по пьесе Жана Батиста Мольера (Московский театр «Новая опера» им. Е. В. Колобова — Москва), Гемон — «Антигона» Томмазо Траэтты — (концертная постановка в Камерном зале Московского международного Дома музыки — оркестр «Pratum integrum»), партия альта — «Ода святой Цецилии» Генри Пёрселла (оркестр «Времена года» в Малом зале Московской государственной консерватории им. П. И. Чайковского), Жаренный лебедь — «Carmina Burana» Карла Орфа (Тверская камерата — Тверь и Пермь) и др.

## Фильмография
- 2017 — Любовь по приказу — Хормейстер

## Публикации

### Книги
- Консон Г. Р. Целостный анализ как универсальный метод научного познания художественных текстов (на материале музыкального искусства). (Научная монография). М.: Композитор, 2010. — 392 с. 23,24 п.л.
- Консон Г. Р. Метод целостного анализа художественных текстов. М.: Нобель-Пресс, 2012. — 419 с. 24 п.л.
- Консон Г. Р. Психология трагического: Проблемы конфликтологии (на материале западноевропейского искусства). М.: Нобель-Пресс, 2012. — 391 с. 24 п.л.
- Консон Г. Р. Феномен интеллектуала-убийцы в литературе ХIХ-XX веков как проявление катастрофизма в сознании личности. М.: Нобель-Пресс; Edinburgh: Lennex Corporation, 2014. — 375 с. 23,8 п.л.

### Избранные статьи
- Консон Г. Р. К проблеме героя итальянской оратории XVII века // Проблемы музыкальной науки. 2020. № 4. С. 174—186.
- Консон Г. Р. Негативные типы авторов и их рукописей, поступающих в современную российскую академическую периодику социально-гуманитарного профиля // Научный редактор и издатель. 2022. № 7 (1 (Suppl)). С. 29-33.
- Консон Г. Р. Экспертная оценка научных проектов: типизированные примеры декритериализации // Научный редактор и издатель. 2022 № 7 (1 (Suppl)). С. 34-39.
- Консон Г. Р. Еврей как Антихрист в современной босхиане. В диалоге с книгой Михаила Майзульса «Между Христом и Антихристом: „Поклонение волхвов“ Иеронима Босха» // Государство, религия, церковь в России и за рубежом. 2021. № 39 (3). С. 316—333.
- Консон Г. Р. Союз кино и музыки: О Первом киномузыкальном фестивале «KINOREX» в контексте проблемы взаимодействия музыки и кино начала XXI века // Наука телевидения. 2021. 17 (4). С. 174—217. — (в соавт. с А. С. Рыжинским).